# Карачай
Карача́й (карач.-балк. Къарачай) — историческая территория формирования и проживания карачаевцев в горах северной части Большого Кавказа, являющаяся ныне частью Карачаево-Черкесской Республики. Населена преимущественно карачаевцами.

Один из вариантов флага карачаевцев

## Этимология
Общепринятая этимология названия — от тюркских кара — «черный» и чай — «ручей». Однако точная локализация данного топонима не установлена. 
Известна этимология Х. М. Хаджилаева, согласно которой название не связано с рекой, а восходит к къарэсей, къарачай со значением «старая мать; место где родились предки; родина предков». В самом карачаево-балкарском языке последнее слово не сохранилось, однако присутствует в некоторых других тюркских языках (крымскотатарском, турецком, азербайджанском).

## География

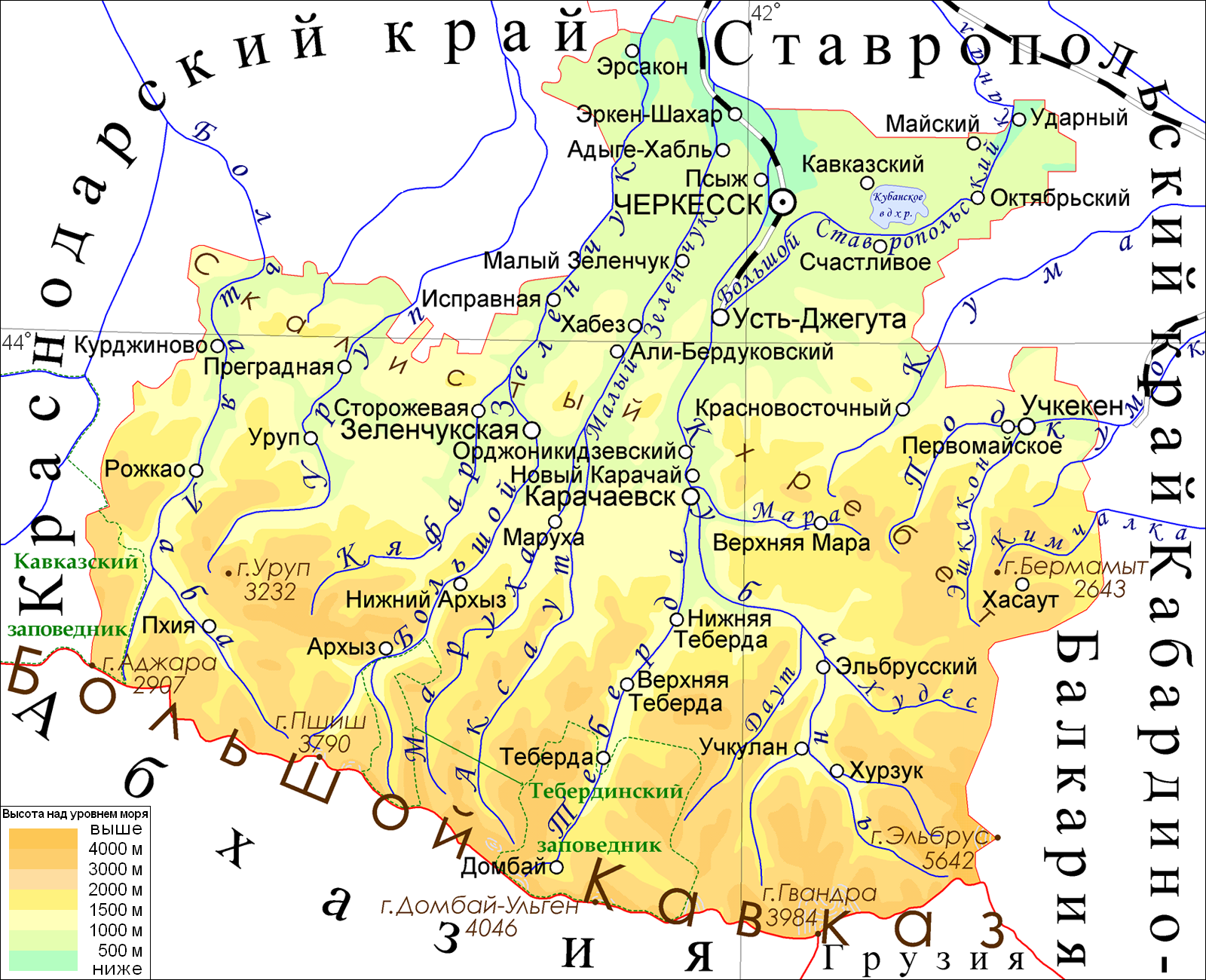
Карачаево-Черкесская республика

Изначальная территория Карачая — долина верховья реки Кубань, включая реки Учкулан, Уллу-Кам, Даут (Дуут) и другие мелкие притоки, и до впадения в Кубань реки Теберда. После 1860-х годов карачаевцы также заселили долины рек к западу — Теберда, Аксаут, Маруха, Большой Зеленчук, а позднее также долины горных рек к востоку (Хасаут, Кичмалка, Подкумок, Эшкакон), прилегающие непосредственно уже к Балкарии. В современном расширенном понимании Карачай включает всю территорию расселения карачаевцев, в том числе равнинную северо-восточную часть Карачаево-Черкесской республики (Прикубанский и Усть-Джегутинский районы), заселённую карачаевцами в течение XX века.

## История

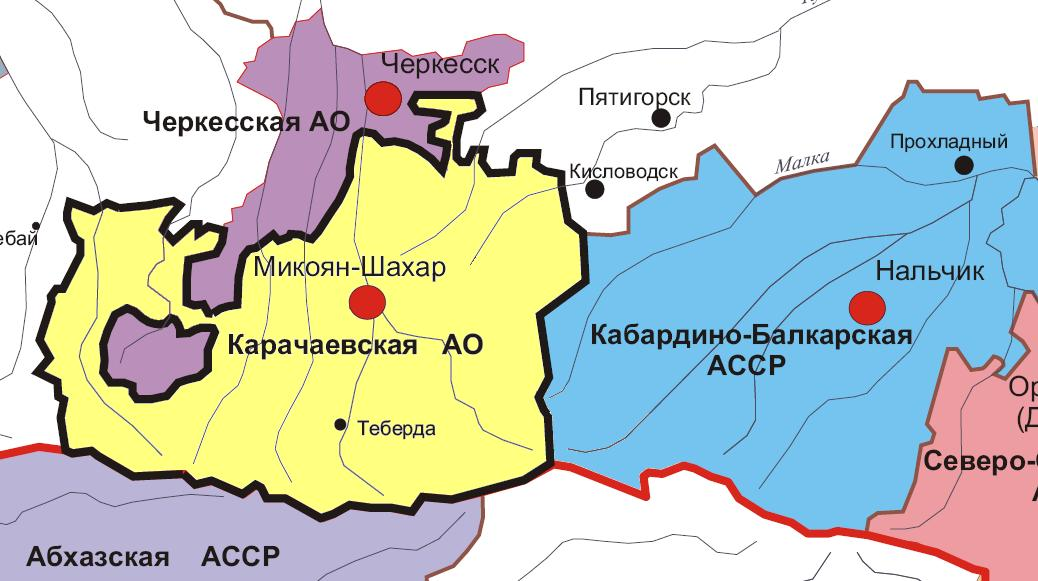
Карачаевская АО до 1943 г.

В 1826 году между представителями Карачая и царской администрации была достигнута договорённость о нейтралитете Карачая в Кавказской войне. Ранее же карачаевцы присягнули Турции и «дали туда аманатов в противность мирному договору между Россиею и Портою.
Но в 1828 году, после Хасаукинского сражения, Карачай оказался под протекторатом царской России. Административно входил в Баталпашинский отдел Кубанской области.
Годом ранее, в феврале 1827 года, представители горских (балкарских) таубиев прибыли в Ставрополь-Кавказский к командующему российскими войсками генерал-лейтенанту Эммануэлю и подали прошение о принятии их в русское подданство.
Вхождение Карачая и Балкарии в состав России С. А. Чекменев связывал с этими двумя событиями: военным походом генерала Г. А. Эммануэля в Карачай 20 октября 1828 г. (Хасаукинское сражение) и принятием в феврале 1827 г. присяги от балкарских обществ.
С 1 апреля 1918 года был частью Кубанской Советской Республики, с 28 мая 1918 частью Кубано-Черноморской Советской Республики, с 5 июля 1918 по декабрь 1918 — частью Северо-Кавказской Советской Республики.
В 1920 году образован Карачаевский автономный округ.
С 20 января 1921 — частью Горской Автономной Советской Социалистической Республики, c 12 января 1922 — частью Карачаево-Черкесской автономной области (КЧАО) в составе Юго-Восточного (с 1924 года — Северо-Кавказского) края.
26 апреля 1926 года постановлением ВЦИК КЧАО была разделена и образована Карачаевская автономная область (в составе Ставропольского края) с центром в новом городе Микоян-Шахар (затем Клухори, ныне Карачаевск).
Указом Президиума Верховного Совета СССР Карачаевская автономная область ликвидирована 12 октября 1943 года, а карачаевцы были объявлены пособниками немецких оккупантов и 2 ноября 1943 года были депортированы в Среднюю Азию и Казахстан. Южная часть Карачая отошла к Грузии (как Клухорский район), а большая часть была присоединена к Ставропольскому краю.
9 января 1957 года, в связи с реабилитацией карачаевцев, Карачай вновь стал частью воссозданной Карачаево-Черкесской автономной области в составе Ставропольского края.
Во времена парада суверенитетов и распада СССР 30 ноября 1990 КЧАО вышла из состава Ставропольского края и стала Карачаево-Черкесской Советской Социалистической Республикой (КЧССР) в составе РСФСР, что утверждено постановлением Верховного Совета РСФСР 3 июля 1991 года.
В 1989—1990 годы карачаевские национальные движения обращались к руководству РСФСР с просьбой о восстановлении отдельной автономии Карачая
.
18 ноября 1990 года на съезде карачаевских депутатов всех уровней была провозглашена Карачаевская Советская Социалистическая Республика (с 17 октября 1991 — Карачаевская Республика) в составе РСФСР, что не было признано руководством РСФСР.